# Новые Турмыши
Но́вые Ту́рмыши (чув. Микушка) — деревня в Канашском районе Чувашской Республики. Входит в состав Хучельского сельского поселения.

## География
Находится в центральной части Чувашии, на расстоянии приблизительно 5 км на восток-северо-восток по прямой от районного центра города Канаш.

## История
Известна с 1931 года. В 1939 году было учтено 256 жителей, в 1979—243. В 2002 году было 66 дворов, в 2010 — 51 домохозяйство. В 1931 был образован колхоз «8 марта», в 2010 году действовало ООО "Хучель".

## Население
Постоянное население составляло 153 человека (чуваши 99 %) в 2002 году, 141 в 2010.